# Boy Wonder (romance)
Boy Wonder é um romance James Robert Baker publicado em 1988. O romance, uma sátira contada em estilo história oral, descreve a vida do produtor de cinema avant-garde, Shark Trager.